# レアル・ベティスの選手一覧
レアル・ベティスの選手一覧は、ラ・リーガに在籍するレアル・ベティスに所属した・している経験のある選手の一覧。

## 歴代所属選手

### GK
| - ホアキン・ウルキアガ 1932-1937 - ペピン 1960-1965 - ホセ・マヌエル・ペスド 1971-1973 - ホセ・ラモン・エスナオラ 1973-1985 - ネリー・プンピード 1988-1990 - トニ・プラッツ 1996-2005 | - ホセ・マヌエル・ピント 1997-1998 - ロニー・ガスペルチッチ 2001-2003 - トニ・ドブラス 2003-2008 - ペドロ・コントレラス 2003-2008 - リカルド 2007-2011 - アドリアン 2012-2013 | - ステファン・アンデルセン 2013-2015 - アントニオ・アダン 2014-2018 - パウ・ロペス 2018-2019 - ジョエル・ロブレス 2018- - クラウディオ・ブラーボ 2020- |  |

### DF
| - ペドロ・アレソ 1932-1935 - サルバドル・アレケタ 1933-1934 - セラフィン・アエド 1933-1936 - フランシスコ・アントゥネス 1941-1945 - エステバン・アレタ 1957-1964 - クシュマン・ヤーノス 1958-1964 - エウセビオ・リオス 1958-1968 - イシドロ・サンチェス 1959-1961 - パチン 1968-1969 - アントニオ・ベニテス 1970-1984 - アントニオ・ビオスカ 1971-1983 - ラファエル・ゴルディージョ 1971-1985 - マリオ・キジェール 1978-1979 - カルロス・ペルエナ 1978-1982 - ディエゴ 1982-1988 - ファルク・ハジベギッチ 1985-1987 - トリフォン・イヴァノフ 1990-1993 - ロベルト・リオス 1992-1997 - リスト・ヴィダコヴィッチ 1994-2000 - ロベルト・ヤルニ 1995-1998 | - ロベルト・ソロサバル 1997-2000 - ホルヘ・オテロ 1997-2001 - セルソ・アジャラ 1998-1999 - ディエゴ・クローサ 1999-2000, 2001 - イウリアン・フィリペスク 1999-2003 - フアニート 2000-2009 - ワシントン・タイス 2001-2005 - メリ 2002-2010 - アレハンドロ・レンボ 2003-2007 - パオロ・カステッリーニ 2004-2006 - エンリケ・ロメロ 2006-2007 - マルコ・バビッチ 2007-2009 - リマ 2007-2009 - ブランコ・イリッチ 2007-2010 - ルシアーノ・モンソン 2008-2009 - ネルソン・マルコス 2008-2013 - ミゲル・ロペス 2010-2011 - ハビ・チカ 2011-2014 - マークス・シュタインヘーファー 2013-2014 - フアンフラン 2013-2015 | - クリスティアーノ・ピッチーニ 2014-2017 - フアン・マヌエル・バルガス 2015-2016 - ハイコ・ヴェスターマン 2015-2016 - ヘルマン・ペッセージャ 2015-2018, 2021- - リザ・ドゥルミシ 2016-2018 - アイサ・マンディ 2016-2021 - ライアン・ドンク 2016-2017 - アリン・トシュカ 2017-2019 - ズハイル・フェダル 2017-2020 - シジネイ 2018-2021 - マルク・バルトラ 2018- - エメルソン 2019-2021 |

### MF
| - エンリケ・ソラドレロ 1930-1934 - シモン・レクエ 1932-1935 - ルイス・デル・ソル 1953-1960 - アンドレウ・ボスチ 1958-1965 - フアン・サンティステバン 1965-1966 - フランシスコ・ロペス 1970-1982 - セバスティアン・アラバンダ 1972-1980 - エドゥアルド・アンサルダ 1973-1980 - フリオ・カルデニョサ 1974-1985 - ヘリー・ミューレン 1976-1978 - アントニオ・オリヴェイラ 1979 - ホアキン・パラ 1979-1987 - カニート 1982-1984 - ガブリエル・カルデロン 1983-1987 - チャノ 1984-1991 - ラモン・カルデレ 1988-1990 - ミハル・ビーレク 1990-1993 - タブ・ラモス 1992-1995 - アンドレイ・コベレフ 1993-1994 - ヴラダ・ストシッチ 1994-1996 - ネナード・ビェリツァ 1996-1998 - アルベルト・ナジ 1996-1999 | - フェルナンド 1997-1999 - フェルナンド・バレラ 1997-2006 - カピ 1997-2010 - イト 1998-2004 - デニウソン 1998-2005 - ベンハミン・サランドーナ 1998-2007 - ミロスラフ・カルハン 1999-2000 - ヨエイ・グジョンセン 2001-2004 - ジョゼ・カラード 2001-2005 - マルコス・アスンソン 2002-2007 - アルベルト・リベラ 2005-2009 - ヨハン・フォーゲル 2006-2009 - ダビド・オドンコール 2006-2011 - レアンドロ・ソモサ 2007-2008 - マルク・ゴンサレス 2007-2009 - メフメト・アウレリオ 2008-2010 - アチーレ・エマナ 2008-2011 - フアンマ 2008-2012 - ベニャト 2010-2013 - サルバ・セビージャ 2010-2014 - ジェフェルソン・モンテーロ 2011-2012 - セドリック・マブワティ 2013-2015 - ロレンソ・レジェス 2013-2016 | - アルフレッド・エンディアイェ 2014-2016 - ダニ・セバージョス 2014-2017 - ファビアン・ルイス 2014-2018 - フエド・カディル 2015-2016 - ラファエル・ファン・デル・ファールト 2015-2016 - フェリペ・グティエレス 2016-2017 - チャーリー・ムソンダ 2016-2018 - ダルコ・ブラシャナツ 2016-2019 - リャド・ブデブズ 2017-2019 - ハビ・ガルシア 2017-2020 - アンドレス・グアルダード 2017- - 乾貴士 2018-2019 - ジオヴァニ・ロ・チェルソ 2018-2020 - セルヒオ・カナレス 2018- - ウィリアム・カルヴァーリョ 2018- |

### FW
| - ビクトリオ・ウナムノ 1933-1936 - ジョルディ・ビラ 1957-1960 - アルフレド・ロハス 1959-1961 - ヤンコ・ダウチーク 1960-1962 - マルティン・エスペランサ 1960-1963 - アンヘル・ベルニ 1960-1964 - ヘルムート・セネコヴィッチ 1961-1964 - ルイス・アラゴネス 1961-1964 - フェルナンド・アンソラ 1961-1966 - キノ・シエラ 1963-1971 - エンリケ・マテオス 1965-1966 - ラディンシュキー・アッティラ 1975-1978 - アルフレド・メギド 1976-1979 - ウーゴ・カベサス 1977-1980 - エンリケ・モラン 1979-1981 - フランシスコ・ヴィタウ 1980 - イポリト・リンコン 1981-1989 - ピーター・バーンズ 1983-1984 - パトリシオ・ジャニェス 1987-1989 - ロペス・ウファルテ 1988-1989 | - アンヘル・クエジャル 1990-1995, 1997-2001 - アロイス・グルスマン 1991-1992 - ロマン・ククレタ 1991-1992 - ヴェリ・ガスモフ 1992-1995 - ダニエル・トリビオ・アキーノ 1993-1995 - ヨニー・エクストレム 1994 - ヴォイチェフ・コヴァルチク 1994-1997 - ピエール・ルイージ・チェルビーノ 1995-1997 - アルフォンソ・ペレス 1995-2000 - フィニディ・ジョージ 1996-2000 - オリ 1997-2000 - セバスティアン・ロメロ 1999-2000 - ホアキン 2000-2006, 2015- - ヴィクトル・イクペバ 2001-2002 - ジョアン・トマス 2001-2004 - リカルド・オリヴェイラ 2004-2006, 2009 - エドゥ 2004-2009 - ラファエウ・ソビス 2006-2008 - ファブリス・パンクラト 2007 - ホセ・マリ 2007-2008 - マリアーノ・パボーネ 2007-2011 | - セルヒオ・ガルシア 2008-2010 - ホルヘ・モリーナ 2010-2016 - ルベン・カストロ 2010-2018 - ロケ・サンタ・クルス 2011-2012 - ジョエル・キャンベル 2012-2013, 2017-2018 - ドルラン・パボン 2013 - リッキー・ファン・ウォルフスウィンケル 2015-2016 - ロマン・ゾズリャ 2016-2017 - アントニオ・サナブリア 2016-2021 - クリスティアン・テージョ 2017- - ディエゴ・ライネス 2019- |

## 選手記録
| # | 選手                       | 所属期間             | 出場 |
| - | -------------------------- | -------------------- | ---- |
| 1 | ホアキン                   | 2000-2006, 2015-     | 462  |
| 2 | ホセ・ラモン・エスナオラ   | 1973-1985            | 460  |
| 3 | フリオ・カルデニョサ       | 1974-1985            | 413  |
| 4 | ラファエル・ゴルディージョ | 1976-1985, 1992-1995 | 411  |
| 5 | フランシスコ・ロペス       | 1970-1982            | 394  |

| # | 選手                     | 所属期間  | 得点 |
| - | ------------------------ | --------- | ---- |
| 1 | ルベン・カストロ         | 2010-2018 | 147  |
| 2 | ポリ・リンコン           | 1981-1989 | 93   |
| 3 | ロヘリオ・ソサ・ラミレス | 1962-1978 | 89   |
| 4 | アルフォンソ・ペレス     | 1995-2000 | 80   |
| 5 | ホルヘ・モリーナ         | 2010-2016 | 77   |